# Neil Kensington Adam
Neil Kensington Adam (5 novembre 1891 - 19 juillet 1973) est un chimiste britannique. 

## Éducation
Adam est né à Cambridge, le premier des trois enfants de James Adam (1860–1907), un professeur de classiques et de sa femme Adela Marion Kensington (1866–1944). Sa sœur Barbara est une sociologue et criminologue réputée, tandis que son frère, le capitaine Arthur Innes Adam, est tué en France le 16 septembre 1916. Son oncle maternel est Alfred Kensington, juge à la Cour suprême du Pendjab.
Adam fait ses études au Winchester College, puis étudie la chimie au Trinity College de Cambridge, où il devient plus tard boursier (1915-1923). Il obtient son BA en 1913, sa MA en 1919 et son Sc.D en 1928. 

## Carrière
Pendant la Première Guerre mondiale, il sert à la station de dirigeables du Royal Naval Air Service à Kingsnorth, dans le Kent, travaillant sur des problèmes liés au tissu d'étanchéité en caoutchouc pour les dirigeables et sur d'autres problèmes chimiques. 
Adam est Sorby Research Fellow à l'Université de Sheffield de 1921 à 1929 puis associé de recherche (1930–1936) et chargé de cours (1936–1937) à l'University College de Londres. Il est professeur de chimie à l'Université de Southampton de 1937 à 1957.

## Vie privée
Adam est marié à Winifred Wright et sont des Scientistes Chrétiens actifs. Adam est mort, âgé de 81 ans, à Southampton. 